# Archedota lapidea
Archedota lapidea is een zeekomkommer uit de familie Chiridotidae.
De wetenschappelijke naam van de soort werd in 2007 gepubliceerd door Mark O'Loughlin.